# Keilhau Glacier
Keilhau Glacier är en glaciär i Sydgeorgien och Sydsandwichöarna (Storbritannien). Den ligger i den nordvästra delen av Sydgeorgien och Sydsandwichöarna. Keilhau Glacier ligger 18 meter över havet.
Terrängen runt Keilhau Glacier är huvudsakligen kuperad, men österut är den bergig. Havet är nära Keilhau Glacier åt sydväst.  Det finns inga samhällen i närheten. 